# Поклонный крест из деревни Чуйнаволок
Покло́нный крест из дере́вни Чуйна́волок — малая архитектурная форма культового назначения, деревянный восьмиконечный крест из соснового бруса под часовней-навесом. Изначально располагался рядом с Ильинской часовней в культовой еловой роще в деревне Чуйнаволок. В 1970 году в ходе реставрации был перевезён и восстановлен на острове Кижи в составе экспозиции музея-заповедника в секторе «Пряжинские карелы» напротив дома Яковлева у дороги, ведущей в деревню Ямка. Объект культурного наследия России федерального значения.

## Описание
Поземная (без фундамента) без входного устройства часовня-навес с опорами, ограничивающими поднавесное пространство.
Навес — гвоздевая двускатная крыша из «красного» тёса с пикообразными концами. Кровля завершена традиционным шеломом (коньковым бревном) со стамиками (деревянными штырями).
Свесы кровли декорированы подзорами простой резьбы в форме круглых сквозных отверстий и окантовки нижнего края чередующимися полукруглыми и прямоугольными выступами.
Фронтонные торцы кровли прикрыты резными причелинами и полотенцем с ромбовидными капельками на конце..
Крыша опирается на четыре резных столба круглого сечения. Столбы порезаны в виде балясин, по форме напоминающих обращённые друг к другу горлышками кувшины, разделённые слегка приплюснутым сфероидом.
Конструкция установлена на срубе размером 2,5 × 2,5 м из трёх венцов, рубленых «в лапу». Под навесом располагается деревянный восьмиконечный крест из соснового бруса. На лицевой стороне креста вырезаны рельефные изображения креста, титлов, орудий страстей, Адамовой головы. Общая высота постройки — 3,7 м.

## История
Изначально был поставлен в окрестностях деревни Чуйнаволок на кладбище рядом с часовней как знак памяти. Надпись, вырезанная в нижней части креста, позволяет датировать его 1763 годом.
В 1952 году был обследован экспедицией Московского архитектурного института в составе В. П. Орфинского и В. П. Розина. В 1969 году обследовался экспедицией В. П. Орфинского, В. П. Бойцова и В. Ф. Хеглунд.
В 1970 году неизвестные вандалы разрушили памятник. Отдельные фрагменты были утрачены. Было принято решение о переносе поклонного креста в музей-заповедник «Кижи».
В 1971 году поставлен на охрану как памятник архитектуры местного значения.
В 1973 году по обмерам архитектора В. С. Маркова были выполнены реставрационно-восстановительные работы: из новых материалов сделаны кровля с пропиткой тёса пентахлорфенолятом натрия, пол и некоторые архитектурные детали (сохранены оригинальные столбы, причелина, полотенце, подзор и шелом). Низ основания креста прогнил и потребовал частичной реставрации. Также была заменена опорная балка и восстановлена утраченная поперечная планка.
В 1974 году внесён в список памятников государственного значения.
В 1999 году по проекту ЗАО «Лад» выполнялась комплексная реставрация памятника с переборкой сруба, реставрацией кровли и декоративных элементов.
В 2017 году ремонтировалась кровля, сруб и каменная забирка.